# Şafak Pavey
Şafak Pavey, née le 10 juillet 1976 à Ankara, est une diplomate et femme politique turque.
Elle est députée de la Grande Assemblée nationale turque, sous la bannière de la principale formation d'opposition, le Parti républicain du peuple, où elle représente la province d'Istanbul. Elle est la première femme handicapée élue au parlement turc. Elle est membre du Comité des Nations unies sur les droits des personnes handicapées,. 
En 2012, Pavey est honorée par le département d’État américain qui lui décerne le prix international Femme de courage,.

## Carrière
Fille d'Ayşe Önal, célèbre journaliste et écrivain turque, elle déménage en 1994 en Suisse avec son mari. En 1996, elle perd son bras et sa jambe gauche dans un accident de train à Zurich. Un an plus tard, elle part à Londres pour achever ses études de relations internationales à l'Université de Westminster et à la London School of Economics.
Pavey sert au bureau du Haut Commissariat des Nations unies pour les réfugiés (HCR), où elle est responsable des relations extérieures et de l'aide humanitaire dans des pays comme l'Algérie, l'Égypte, l'Iran, le Liban et la Syrie. Elle est porte-parole du HCR en Europe de l'Est notamment.

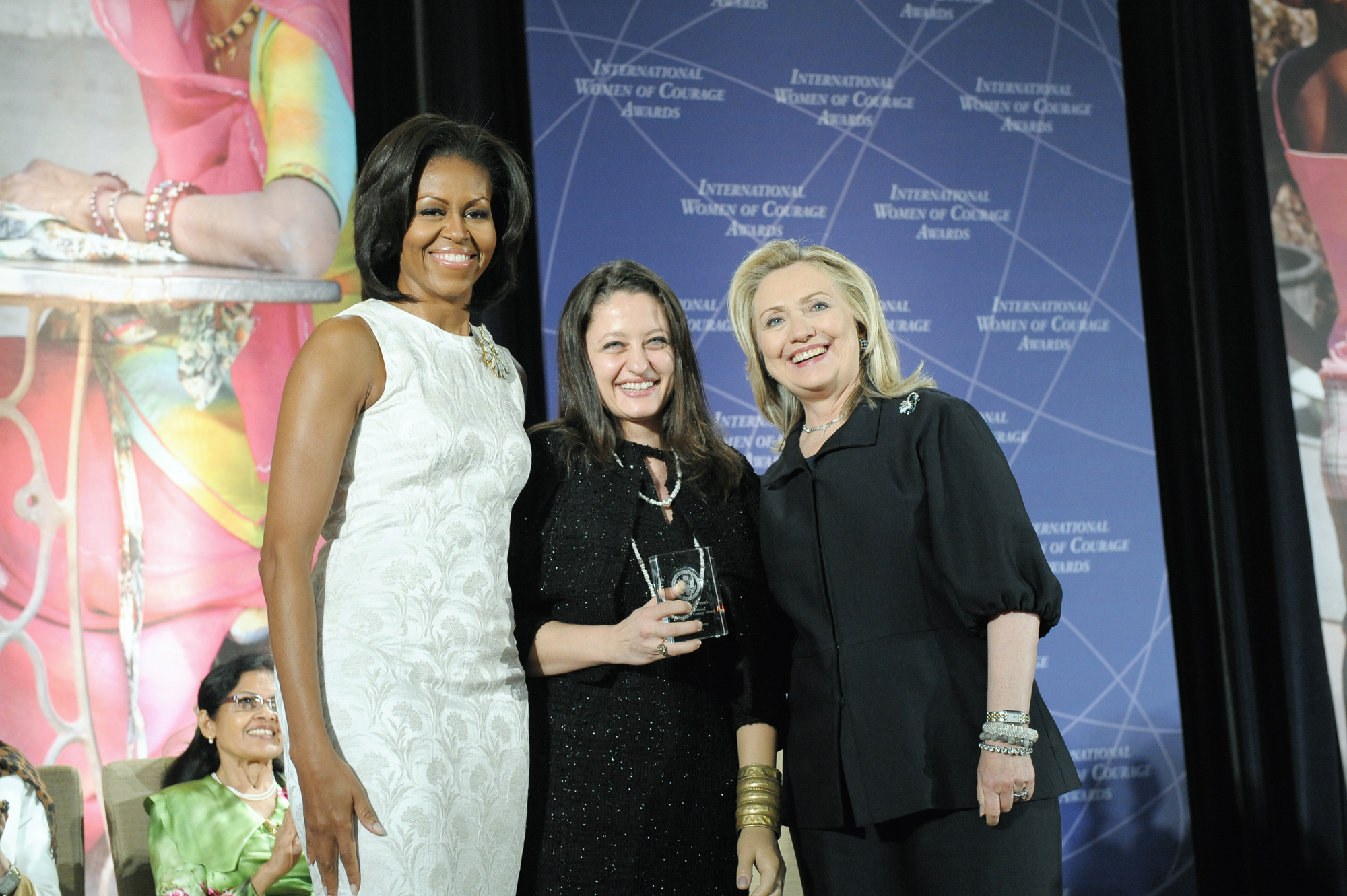
Safak Pavey avec Michelle Obama (à gauche) et Hillary Clinton (à droite) à la cérémonie du prix international de la femme de courage 2012.

Elle est chroniqueuse pour l'hebdomadaire bilingue arméno-turc Agos, et l'auteur de trois livres. Le livre 13 Numarali Peron, qu'elle co-écrit avec sa mère et qui décrit l'expérience de son accident de train, est un succès d'édition en Turquie. 
Elle collabore également avec le prix Nobel de la Paix Shirin Ebadi pour le livre sur les droits des réfugiés en Iran (Refugee Rights in Iran).
Après quinze ans à l'étranger, Pavey rentre en Turquie en 2011 et se présente aux élections législatives. Elle quitte son poste à l'ONU en 2011 et devient députée de la province d'Istanbul pour le Parti républicain du peuple. Dans le cadre de son travail parlementaire, elle participe notamment aux commissions traitant de l'adhésion de la Turquie à l'Union européenne et des relations avec l'Union pour la Méditerranée. 
En janvier 2017, pendant les débats parlementaires liés à la réforme constitutionnelle, dénoncés comme renforçant les pouvoirs autoritaires du président Recep Tayyip Erdoğan, elle est projetée par terre au sein du Parlement lors d'une rixe entre députés partisans et opposants du textes, alors qu'elle est en chaise roulante avec des prothèses à un bras et une jambe.